# 7408 Yoshihide
A 7408 Yoshihide (ideiglenes jelöléssel 1989 SB) a Naprendszer kisbolygóövében található aszteroida. Yoshikane Mizuno és Toshimasa Furuta fedezte fel 1989. szeptember 23-án.